# Lerches Gård
Lerches Gård også kaldet Lerches Palæ (og oprindeligt det Württembergske Palæ) er en palæejendom beliggende i Slotsholmsgade 10 i København. Hovedbygningen i rokokostil blev opført i 1741-1744 af Christian 6. ved arkitekten Johann Adam Soherr som bolig for Carl Christian Erdmann af Württemberg-Oels. Han var en af de tallige tyske slægtninge til dronning Sophie Magdalene, der kom til Danmark efter 1730. Palæet blev ombygget i 1806-1854.
Palæet rummer i dag blandt andet Erhvervsministeriet.  

## Ejere af Lerches Gård
- (-1719) Sophie Amalie Moth
- (1719) Ulrik Christian Gyldenløve
- (1719-1740) Iver Rosenkrantz
- (1740-1747) Kronen
- (1747-1757) Christian Lerche
- (1757-1804) Georg Flemming Lerche
- (1804-1805) Christian Lerche
- (1805-) Den Danske Stat